# جان كوهن
جان كوهن (بالفرنسية: Jean Cohen)‏ هو عالم فيروسات فرنسي، ولد في أغسطس 1941 في تونس، وتوفي في 12 نوفمبر 2004 في باريس في فرنسا.